# Pala de San Marcos
Esta Coronación de la Virgen con san Juan Evangelista, san Agustín, san Jerónimo y san Eligio, conocida normalmente como Pala de San Marcos
(en italiano, Pala di San Marco o Incoronazione della Vergine con i santi Giovanni Evangelista, Agostino, Girolamo ed Eligio) es un retablo del pintor renacentista italiano Sandro Botticelli. Está ejecutada al temple sobre tabla cimbrada. Mide 378 centímetros de alto y 258 cm de ancho (la pala) y 21 x 269 cm (toda la predela). Pertenece al periodo 1488-90. Actualmente, se conserva en la Galería de los Uffizi de Florencia (Italia). 
La obra fue un encargo de la prestigiosa institución del gremio de la seda, que en aquella época incluía el de los orfebres, para la capilla dedicada a san Eligio, su santo patrón.
La escena se articula en dos partes bien separadas: la inferior, en la que se encuentran los santos y la superior, en la que acontece el milagro. Este rasgo estilístico era una novedad en aquel entonces y anticipa ya el Cinquecento. De los cuatro santos de la parte inferior destaca la figura de Juan Evangelista, con una mano sobre un libro abierto y la otra señalando al cielo, fuente de su Apocalipsis. Su rostro ejemplifica el fervor místico. Viste una túnica azul y sobre ella, un manto rojo. Son los mismos colores, pero a la inversa, que pueden verse en la figura de Dios padre. Después de este santo están san Agustín y san Jerónimo. A la derecha del todo, san Eligio. Las figuras se ambientan en un paisaje muy simple.
Sobre ellos, la coronación de la Virgen por Dios, sobre un fondo de oro. Alrededor de este centro de atención, querubines pintados en azul y serafines en rojo, en un círculo que gira; un coro de ángeles, motivo que será repetido posteriormente en su Natividad mística.
Esta obra se corresponde al momento inmediatamente anterior a la muerte de Lorenzo de Médici (fallecido en 1492), evidenciando ya un cambio en la mentalidad florentina de la época, en la que la inseguridad y la crisis de valores se tradujo en una vuelta a los valores tradicionales de la religión católica.